# La Pattuglia Ecologica
La Pattuglia Ecologica è una serie a fumetti ideata e realizzata da Mauro Cominelli (testi) e Mario Rossi (disegni) e pubblicata in Italia dal 1987 al 1991 su Il Giornalino.

## Trama
La "Pattuglia Ecologica" è una squadra cinque di persone incaricata di realizzare progetti per la protezione della natura, come ad esempio lotta al bracconaggio o il contrasto di affaristi senza scrupoli.
È stata fondata e viene finanziata dalla vedova di un ricco industriale, una anziana signora di nazionalità inglese. L'intenzione della vedova è di contribuire alla protezione della natura e così compensare in parte l'inquinamento causato dal marito nel corso della sua attività di magnate industriale. Essendo finanziata da una signora molto ricca, la Pattuglia dispone di strumenti e attrezzature moderne e di primo ordine, e inoltre della possibilità di spostarsi e operare in ogni angolo del mondo, spesso zone remote in Africa, Asia o Sud America.

## Personaggi
I cinque componenti sono tutti di diverse nazionalità e hanno diverse competenze.
- Patrick (irlandese, neolaureato in legge)

- Alice (italiana, biologa)

- Max (tedesco, ingegnere elettronico ed ex criminale)

- Bud (scozzese, ex bracconiere)

- François (francese, veterinario)